# Strutture edili leggere
I sistemi costruttivi o le strutture si ritengono leggere quando sono tenute in piedi dal bilanciamento o contrapposizione delle parti; anche la distribuzione del materiale nello spazio (ovvero la forma) contribuisce a ridurre il peso della struttura. La sollecitazione prevalente a cui questo tipo di strutture sono sottoposte è la trazione e la resistenza maggiore offerta dai materiali impiegati è appunto a questo tipo di sforzo. Anche il sistema costruttivo tende ad essere coerente con il comportamento strutturale ed utilizza soprattutto la tensione tra le parti costitutive per dare solidità all'intera costruzione.
Per molti secoli le architetture leggere sono state considerate di classe inferiore a quelle pesanti perché meno celebrative, meno protettive e persistenti, meno rappresentative di un potere o una cultura autoreferenziali. Dal secondo dopo guerra assume progressivamente maggiore attenzione la capacità dell'architettura di misurarsi con le dinamiche del presente, con l'integrità naturalistica dei luoghi, con la molteplicità dei bisogni umani. La leggerezza ha smesso di essere considerata un limite per diventare spesso il principale parametro nella valutazione della presenza antropica.
Elasticità e leggerezza si corrispondono: tanto la configurazione dei singoli elementi quanto l'equilibrio dell'insieme dipendono dall'adattamento o deformazione del materiale, del giunto e, da ultimo, della struttura. Frei Otto riassume questo principio nella cosiddetta ricerca di forma, ovvero nel creare dall'esterno le condizioni perché la struttura possa autonomamente assumere la forma più appropriata rispetto al luogo di costruzione, alla tipologia scelta, ai materiali utilizzati e alle condizioni di vincolo.

## Gli archetipi
Il mondo inanimato (rocce, minerali, crosta terrestre) è caratterizzato da strutture tendenzialmente pesanti, gli organismi viventi del mondo vegetale e animali presentano un'enorme varietà di strutture leggere e leggerissime. Le leggi chimiche e fisiche che regolano la formazione e lo sviluppo di sistemi leggeri sono riconducibili alla comunissima bolla che è alla base nella aggregazione delle cellule in tessuti e così di seguito.
In particolare foglie, rami e fiori offrono un'ampia gamma di esempi di come elementi elastici trovano nella solidarietà la capacità di assumere una configurazione stabile e resistente. Le fibre resistenti (cellulosa o lignina) formano dei reticoli molto elastici nella fase vegetativa, quando la pressione interna dei liquidi è bilanciata dalla tensione delle membrane e delle stesse fibre. Le superfici di foglie e petali assumono concavità, convessità o piegature per ottenere una maggiore resistenza alla forza di gravità. Con l'essiccamento la massa solida si indurisce mettendo in evidenza la struttura reticolare interna. La simbiosi tra le piante ripropone gli stessi principi strutturali a una scala più grande: i rampicanti utilizzano la elasticità di tralci e radici aeree durante lo sviluppo per aderire al tronco che li sostiene.
La elasticità come fattore principale per la genesi delle strutture leggere nel mondo vegetale

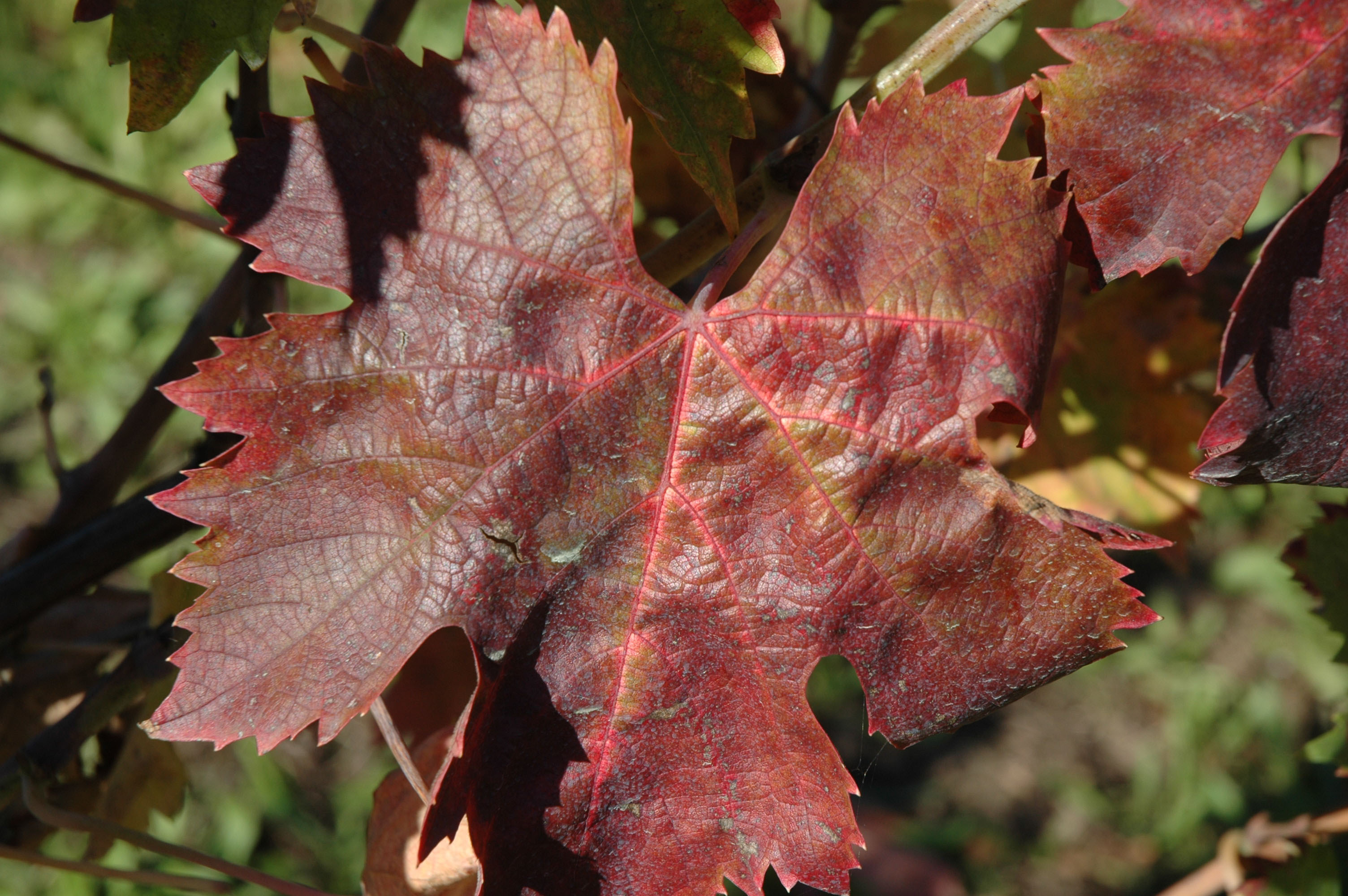
Venature e rigonfiamenti per raggiungere le condizioni di equilibrio
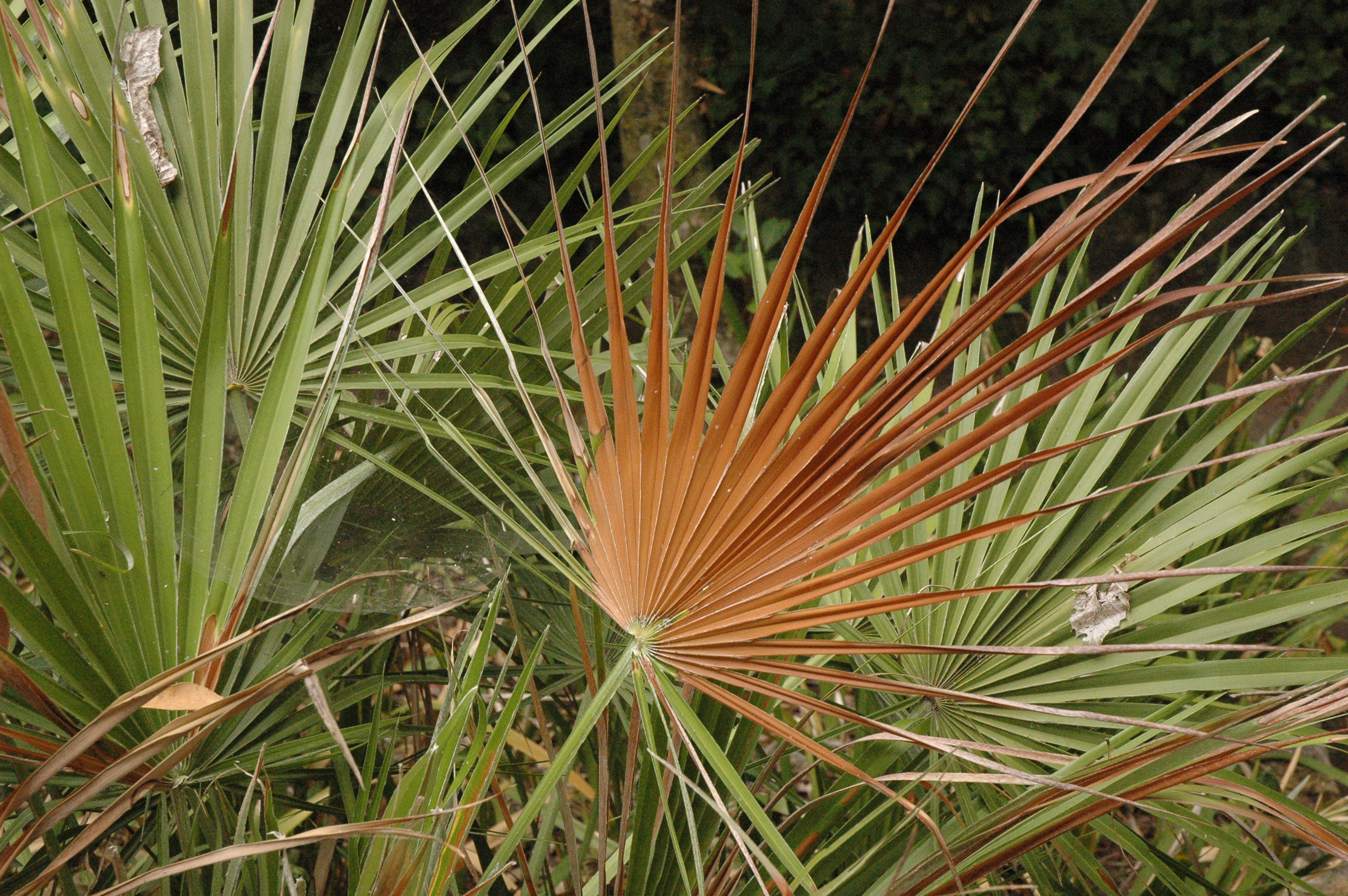
Piegature che danno rigidità ad un tessuto elastico
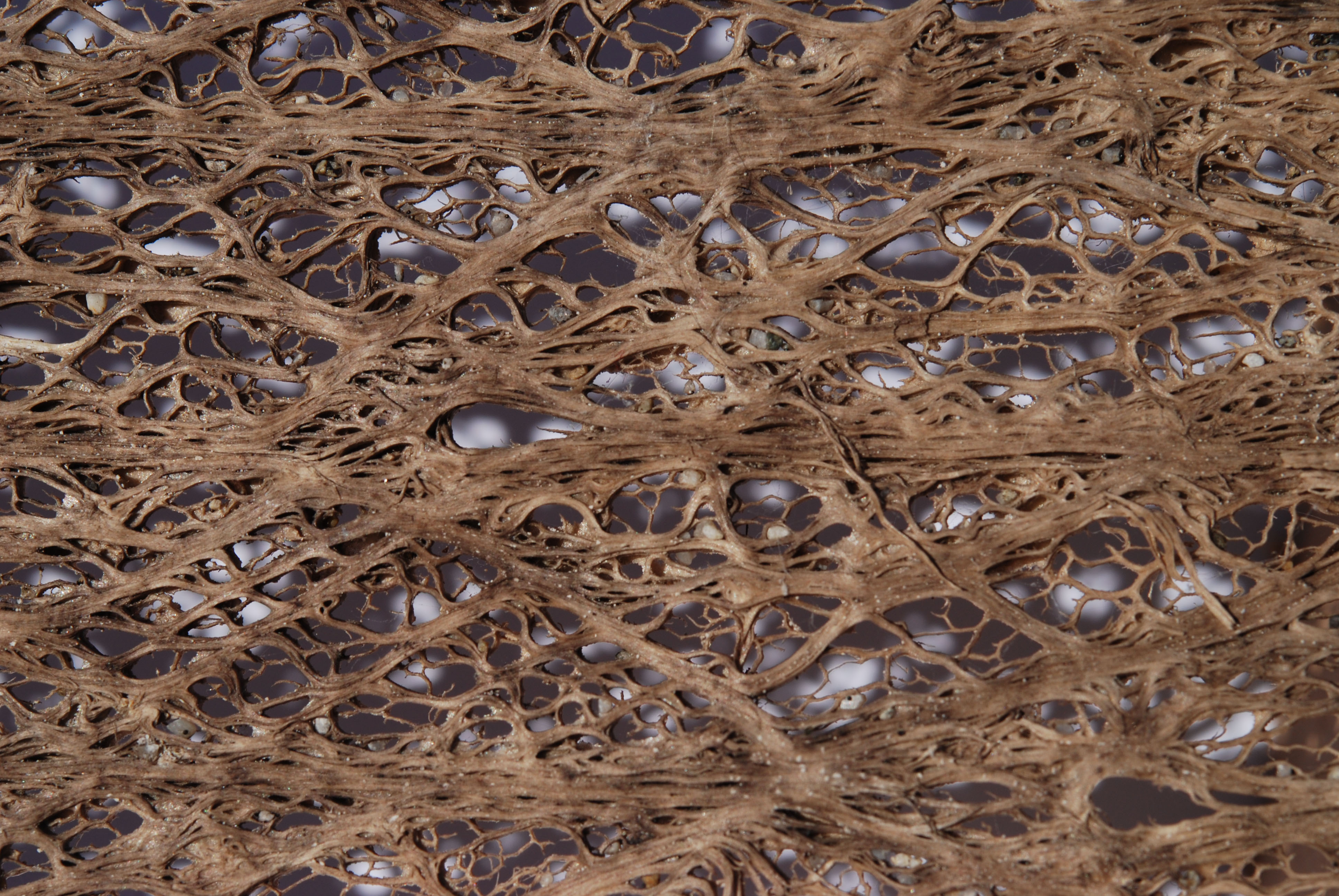
Struttura reticolare interna della massa vegetale resistente
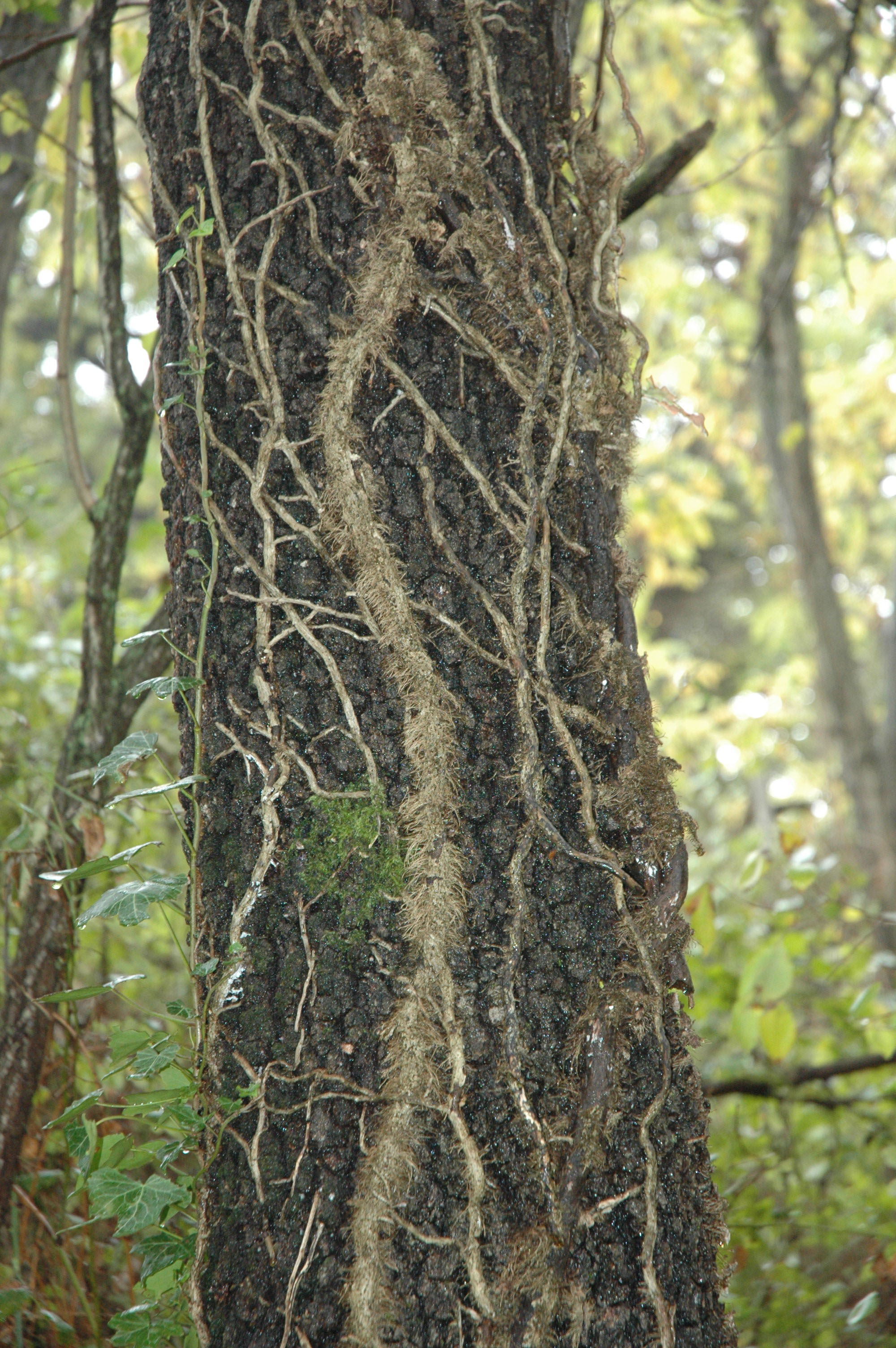
Geometrie generate dalle modalità di crescita
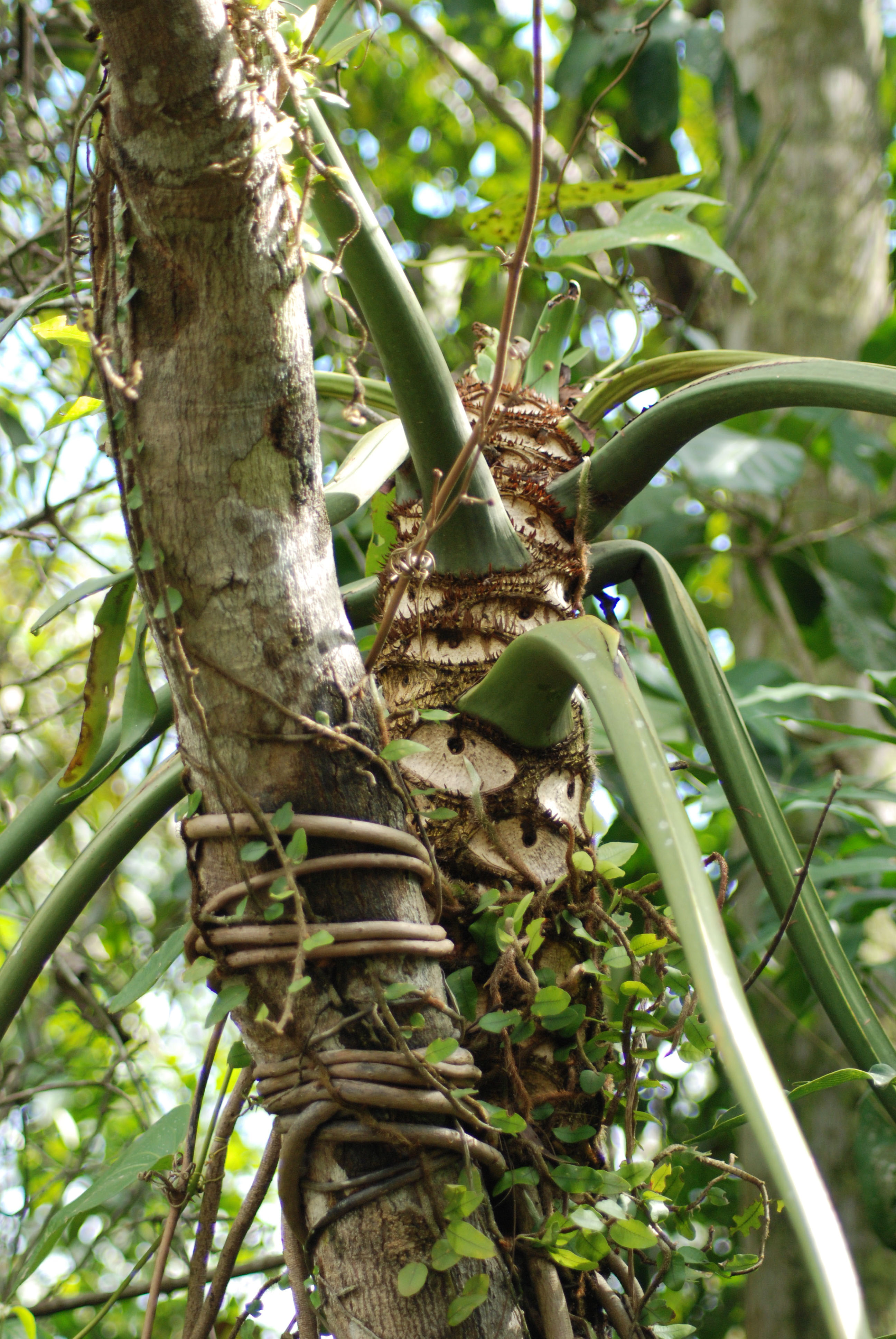
Soluzioni strutturali che valorizzano l’elasticità

Sebbene le foglie presentino lo stesso comportamento, la ragnatela permette di osservare con maggiore facilità ed evidenza il ruolo della tensione nelle strutture leggere. Che il ragno produca dei fili che vengono ancorati e tesi tra due supporti è constatazione evidente a tutti. Meno evidente è che, per tendere un filo, il ragno ne produce altri con i quali tirare i precedenti. Contemporaneamente i fili si combinano in un tessuto a volte regolare o geometricamente organizzato, altre volte apparentemente disordinato. In tutti i casi i dati distintivi sono: la gerarchia tra i cavi che sostengono la struttura mettendo in tensione la tela; la ripartizione omogenea degli sforzi grazie alla solidarietà di tutti gli elementi; la configurazione risultante dal processo costruttivo ovvero la superficie a doppia curvatura divergente che serve a trasmettere la tensione all'interno della tela.
La tensione di cavi e reti per modellare sistemi tridimensionali resistenti di massima leggerezza

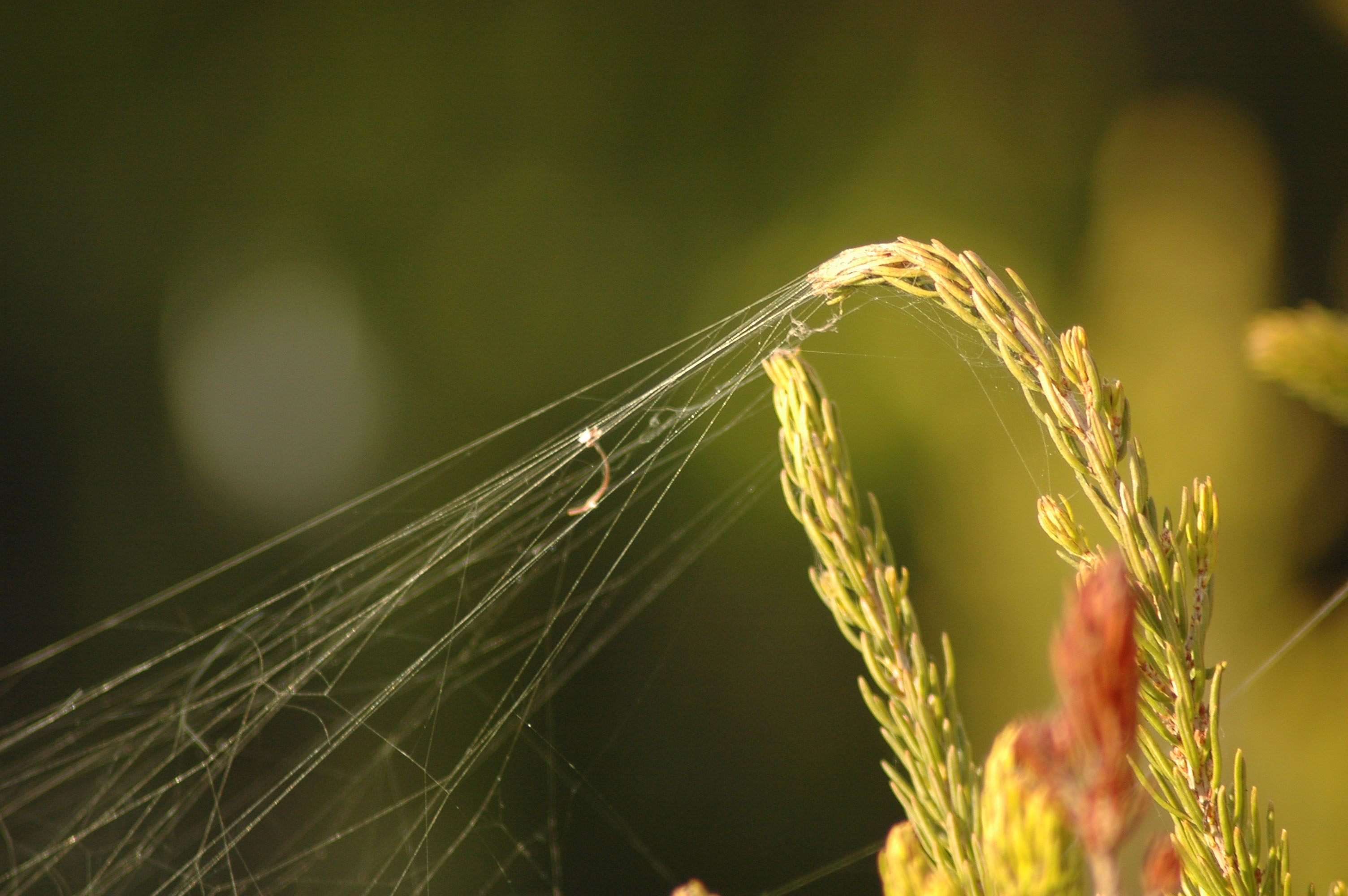
Origine della costruzione del ragno
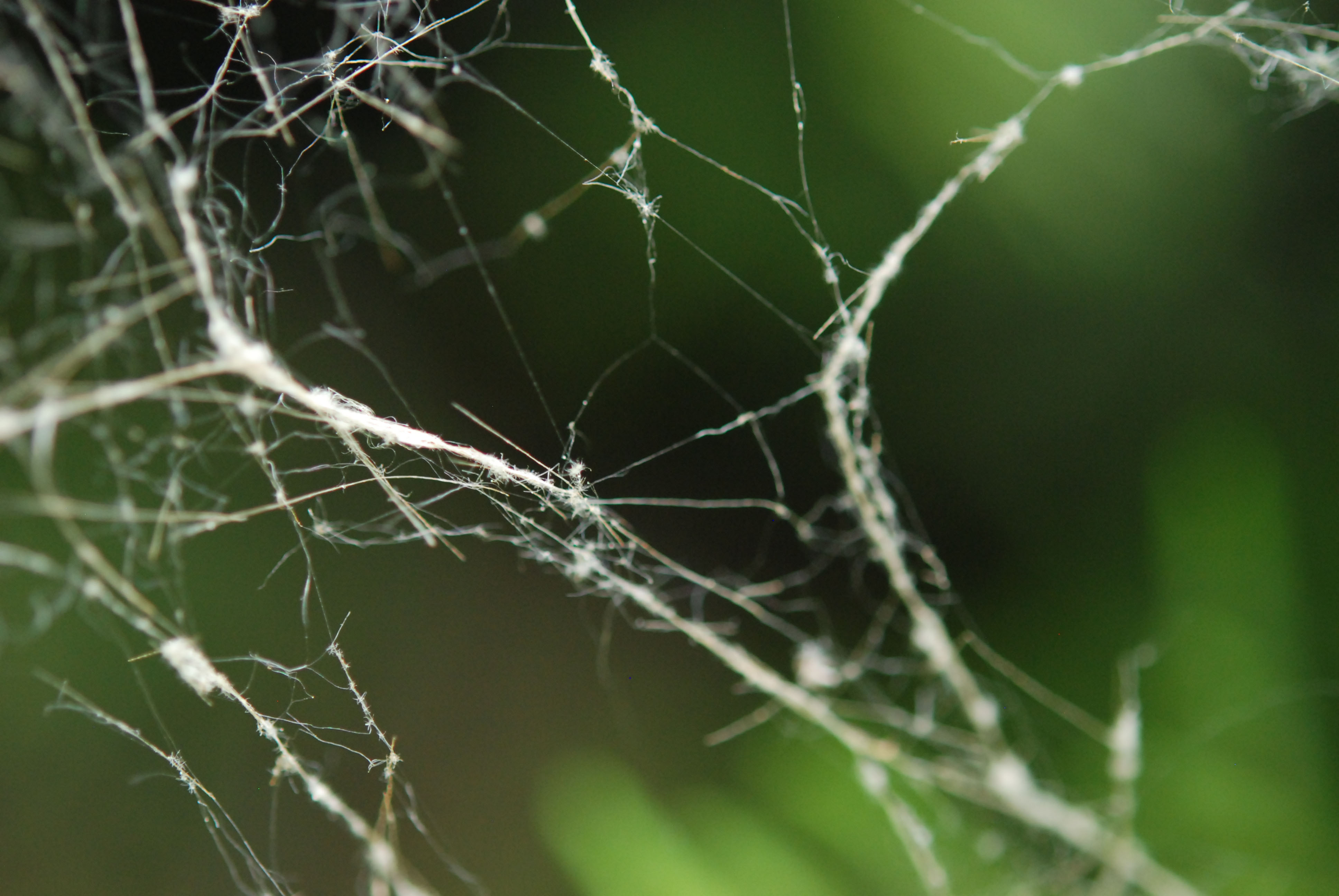
Distribuzione della tensione tra i fili
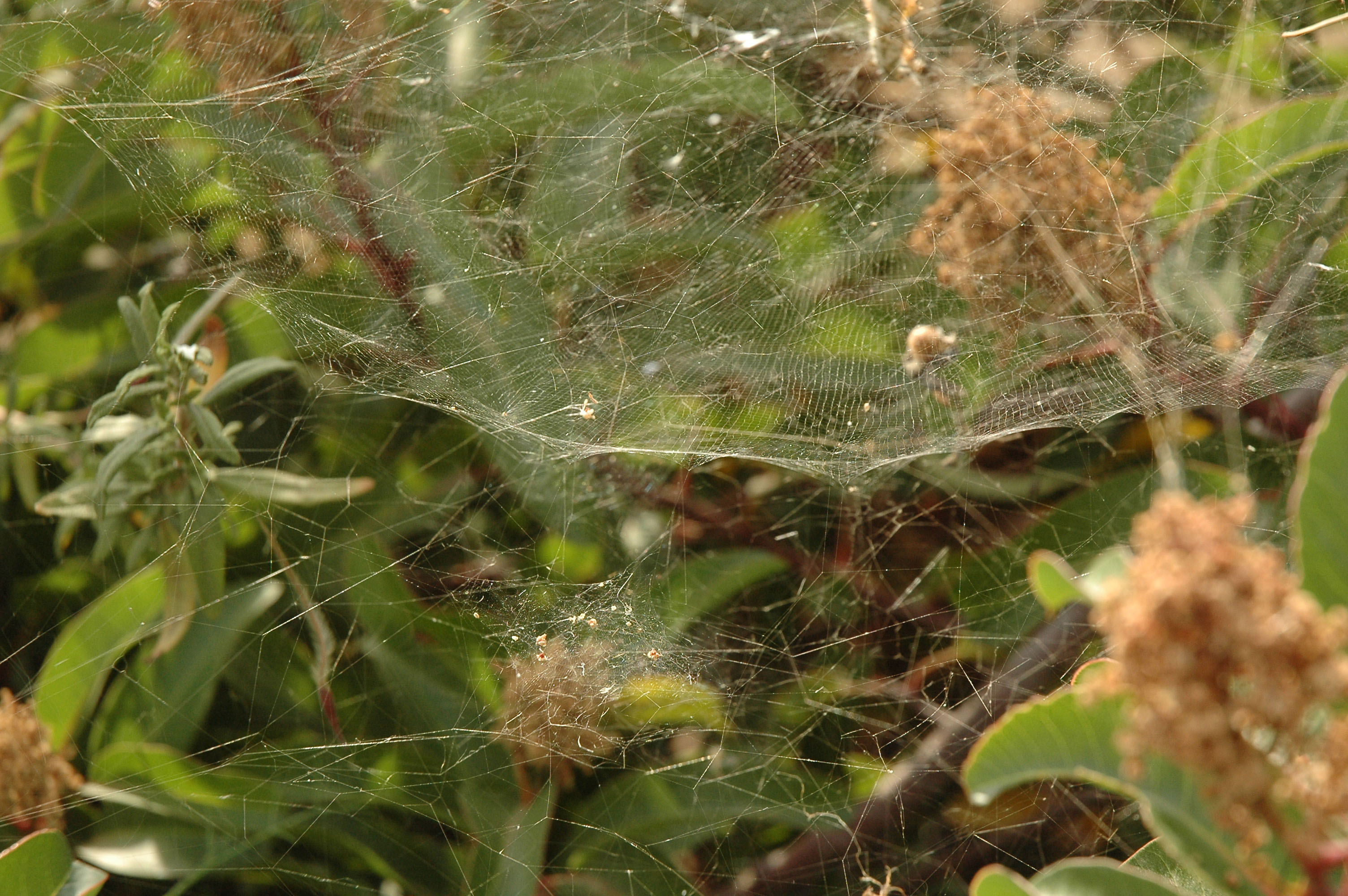
Cavi di trazione e tessitura della tela
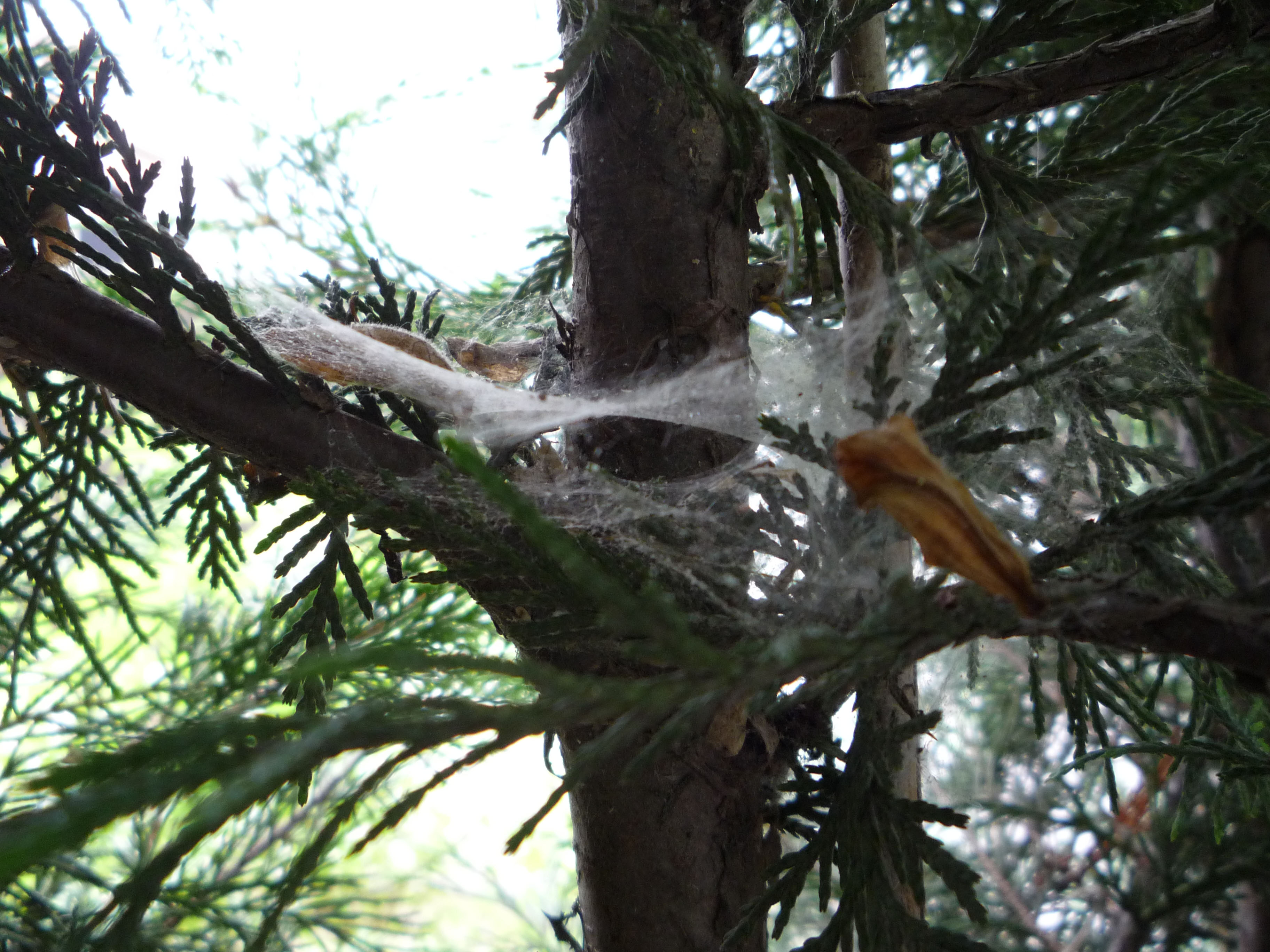
Geometria complessa generata dalle modalità di costruzione

## La casistica
La nozione di leggerezza nella storia dell'architettura ha origini remote sebbene non sempre riconosciute. Un passaggio particolarmente significativo è quello dal Romanico al Gotico con i muri che si svuotano e le nervature strutturali che si assottigliano. Alcuni secoli dopo, la pietra sarà sostituita dalla ghisa e del ferro, per dare vita alle strutture reticolari metalliche che trovano nella Tour Eiffel il simbolo universale.

Per quanto riguarda l'architettura recente, la progettazione e costruzione delle strutture leggere si è sviluppata basandosi su un approccio empirico o sperimentale. Lo studio di modelli fisici in scala ha permesso di compensare la complessità teorica delle geometrie e dei modelli matematici che queste strutture implicano. Dagli anni sessanta Frei Otto studia le ragnatele, fotografandole e riproducendole, per ricavarne i progetti che ha poi realizzato a Montreal, Monaco etc. Il tema centrale del Lightweght Institute di Struttgart è la rete di cavi, il modo come il peso si trasmette all'interno e all'intorno della rete. Grande attenzione viene anche prestata al disegno dei punti di giunzione, generalmente risolti con pezzi sagomanti di metallo. Il risultato sono membrane tese che assumono la forma di paraboloide iperbolico materializzando nello spazio le condizioni di equilibrio tra gli sforzi. Pochi anni prima Richard Buckminster Fuller offre un inquadramento anche teorico alle intuizioni di Kenneth Snelson, uno scultore che mette in equilibrio pali e funi (le cosiddette strutture tensintegre). Fuller sperimenta e realizza grandi cupole reticolari di spessore ridotto, mentre Snelson studia le tessiture dei sistemi reticolari nello spazio tridimensionale.

La generazione di membrane a doppia curvatura divergente attraverso una rete di cavi
Stadio Olimpico a Monaco di Baviera, Frei Otto 1972

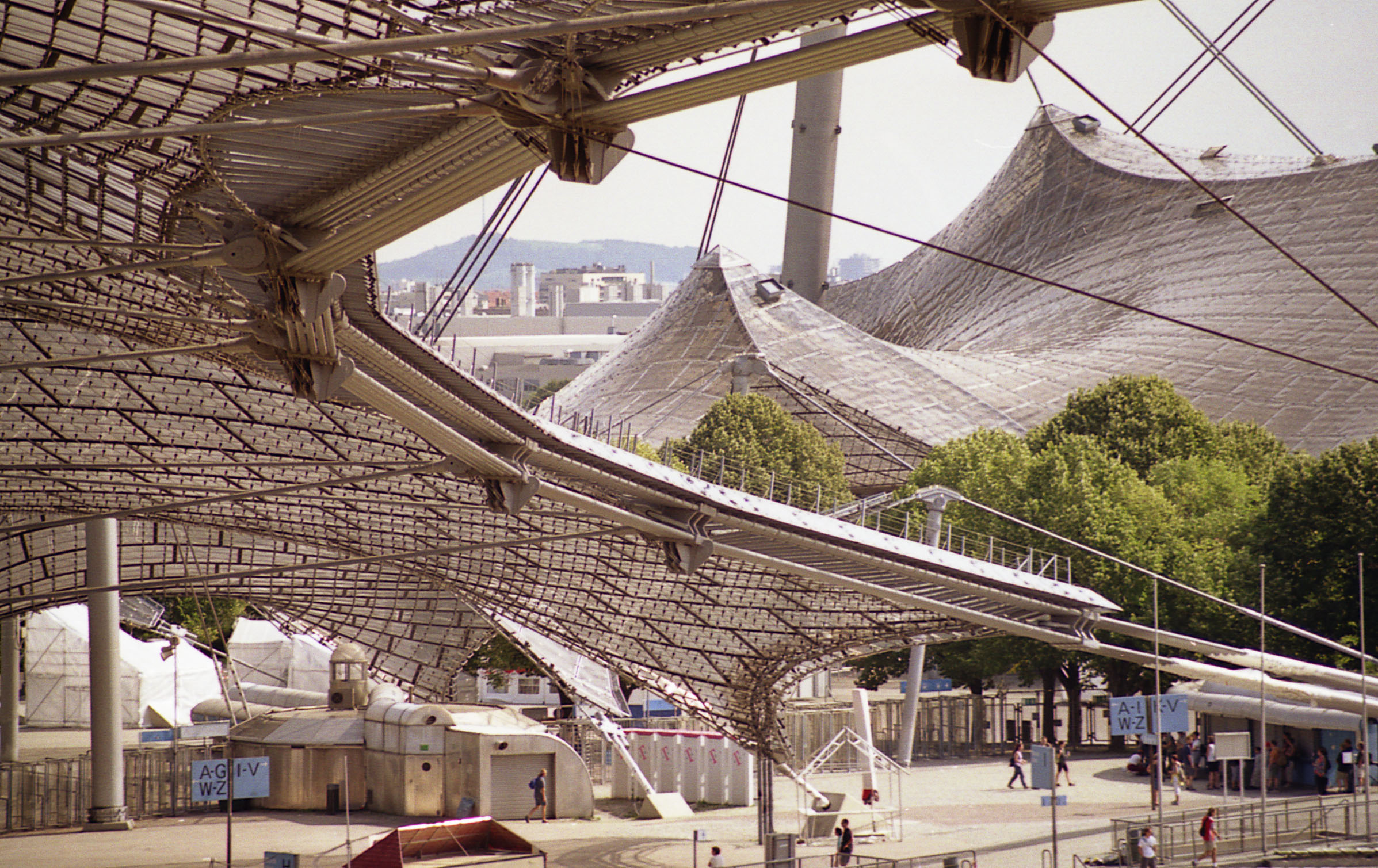
I cavi di bordo che ripartiscono gli sforzi
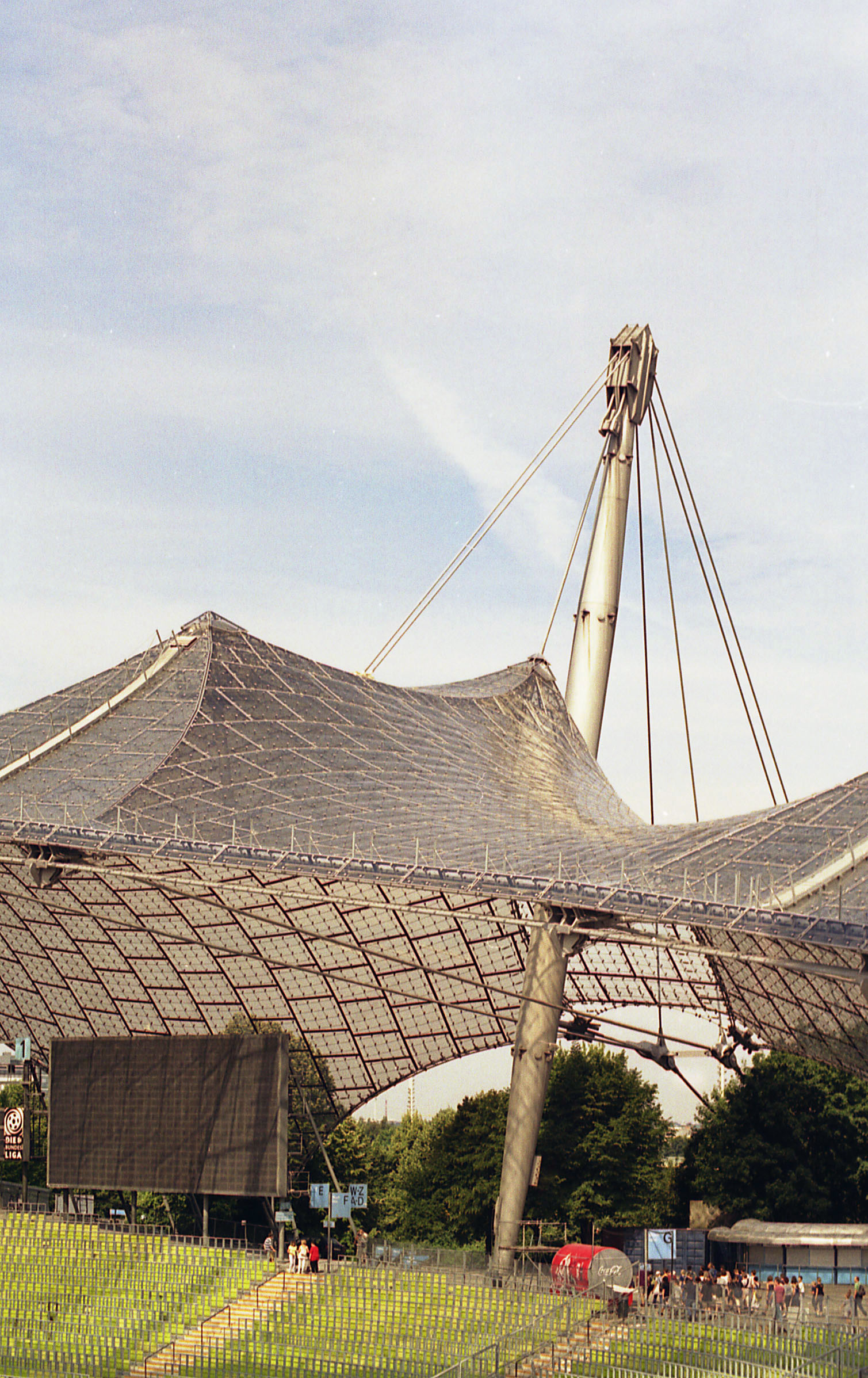
I cavi di sollevamento della copertura
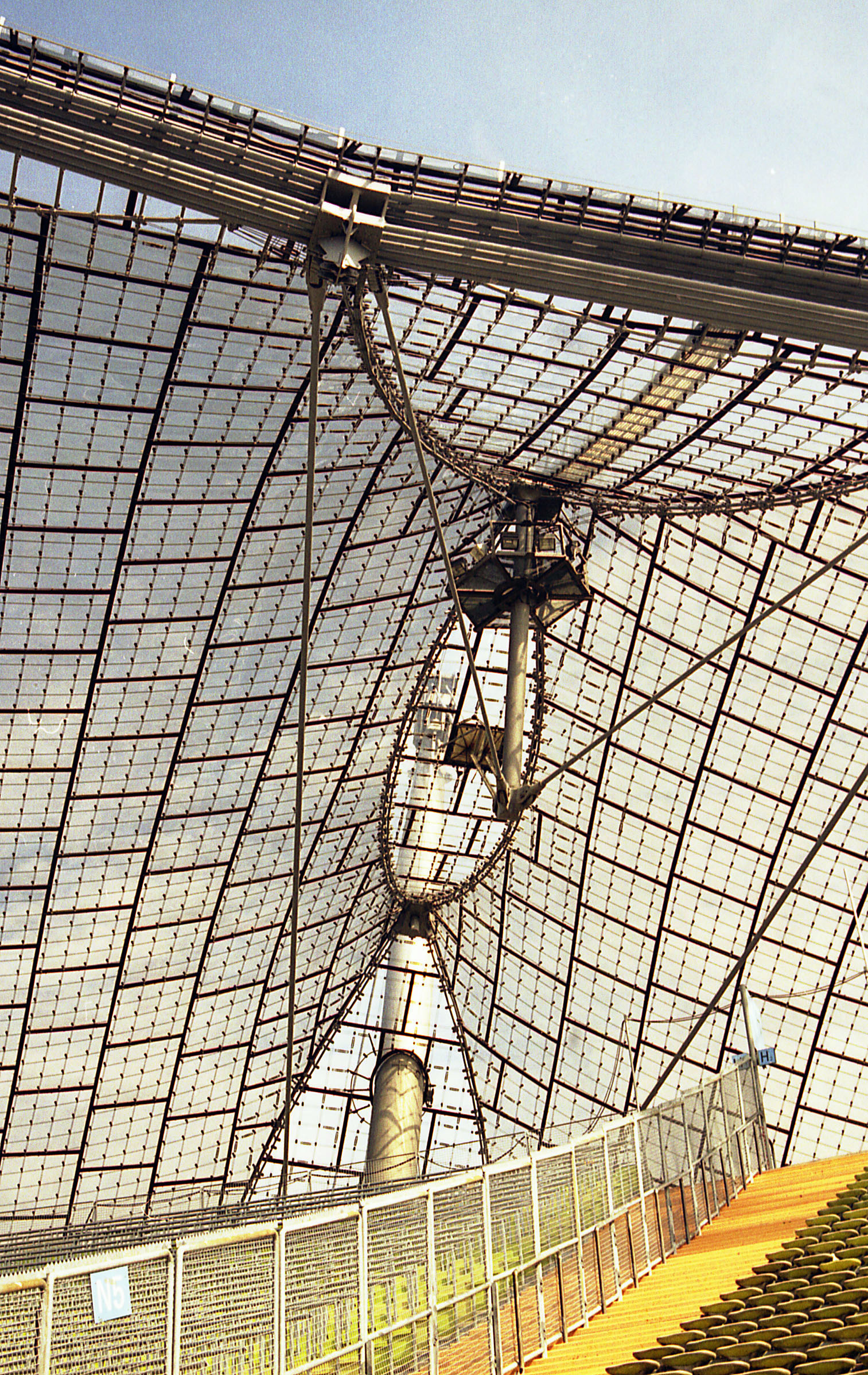
Modellazione della curvatura con cuspidi centrali
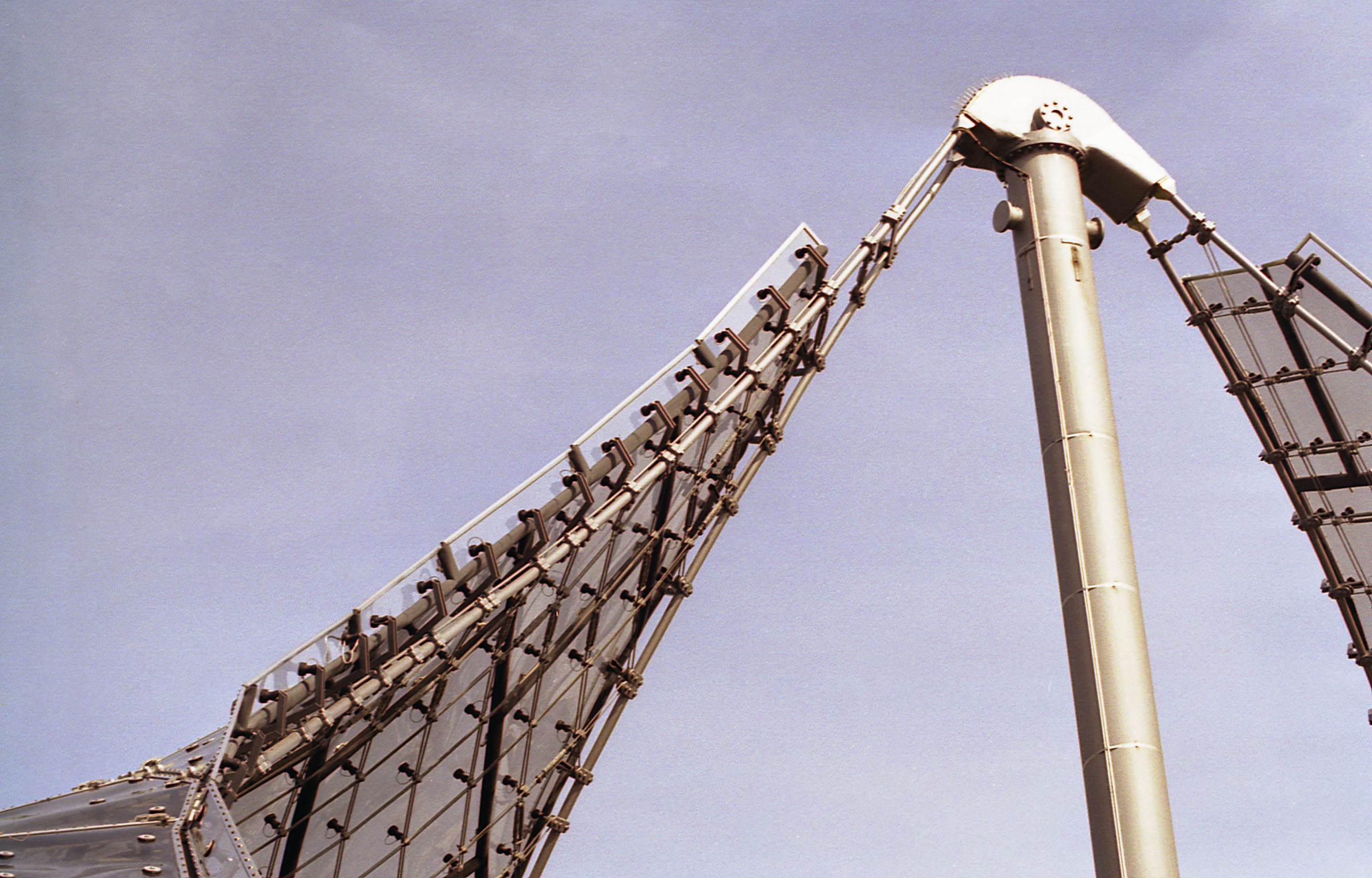
Pezzi speciali di raccordo cavo-puntone
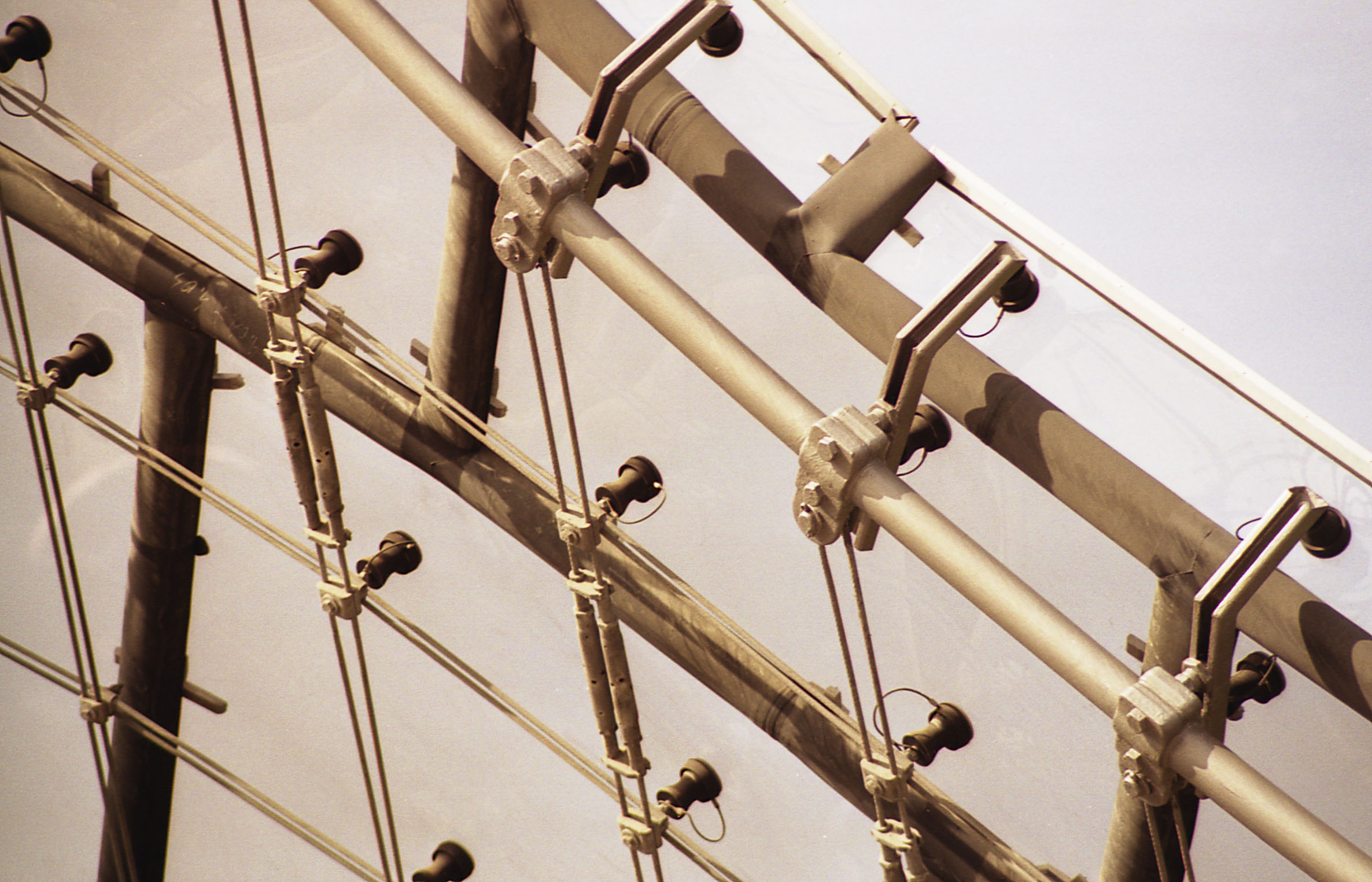
Giunti snodati che bloccano l’inclinazione all’intersezione dei cavi

A partire dai riferimenti di Fuller e Otto, le progettazioni e produzioni sperimentali hanno progressivamente arricchito il panorama in termini di materiali utilizzati, geometrie, modalità costruttive e comportamenti strutturali. Ogni contributo nasce dal ripercorrere l'intero processo che inizia dall'osservazione e riproduzione di principi costruttivi presenti in natura o nell'artigianato. Solo quando il manufatto architettonico ha acquisito un'identità geometrica e strutturale si passa alla sua rappresentazione e quantificazione attraverso modelli numerici (metodo degli elementi finiti). Ne consegue anche che ogni progetto o realizzazione ha bisogno di un sistema costruttivo proprio. Un dettaglio, un pezzo speciale o un giunto servono per adattare gli elementi standardizzati alla specifica geometria o comportamento strutturale definito a partire dal ricordato approccio sperimentale e conseguente alla ricerca di forma.
Dettagli, soluzioni costruttive e impiego dei materiali nelle strutture leggere

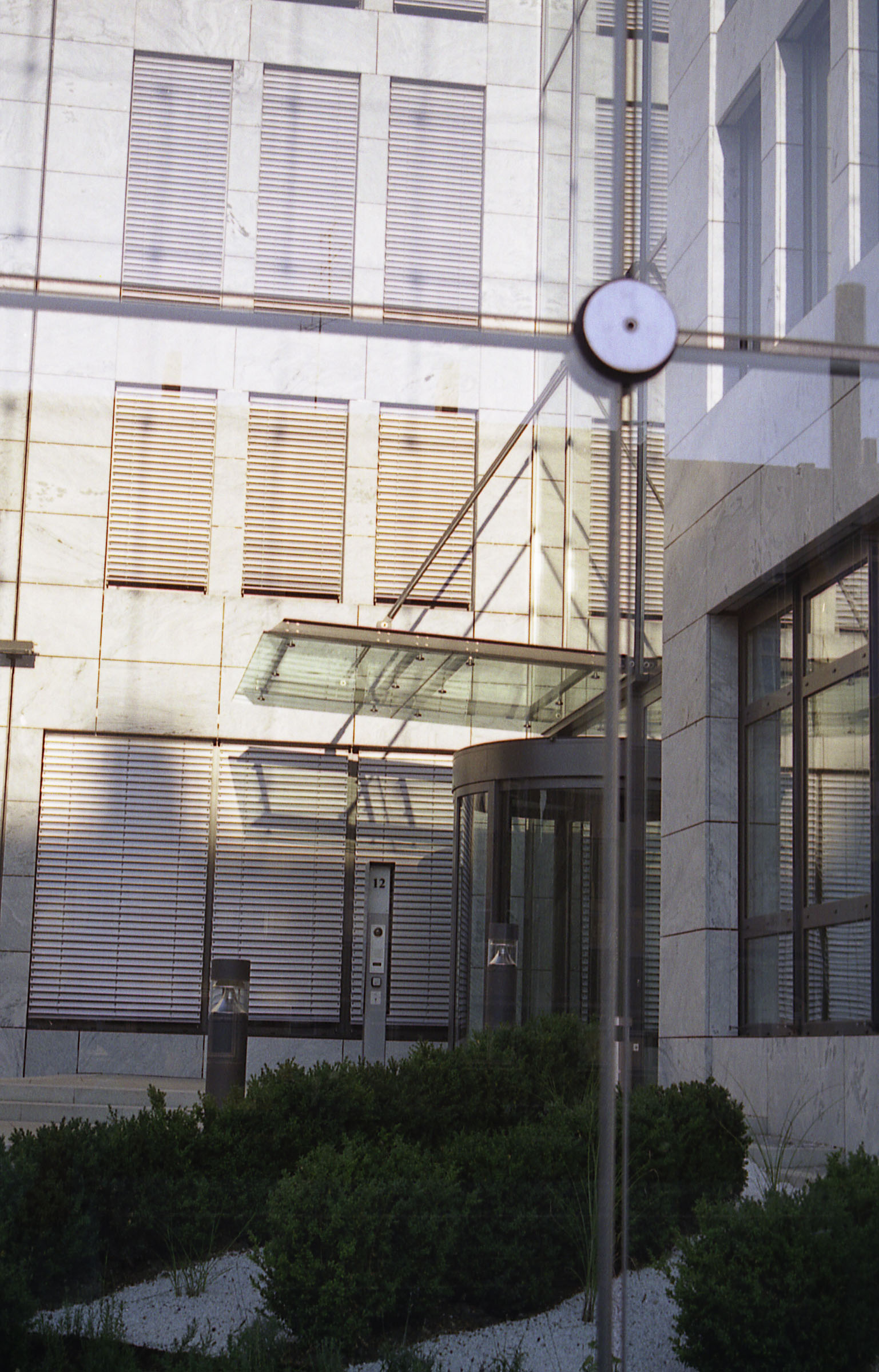
Vetri strutturali montati su cavi tesi
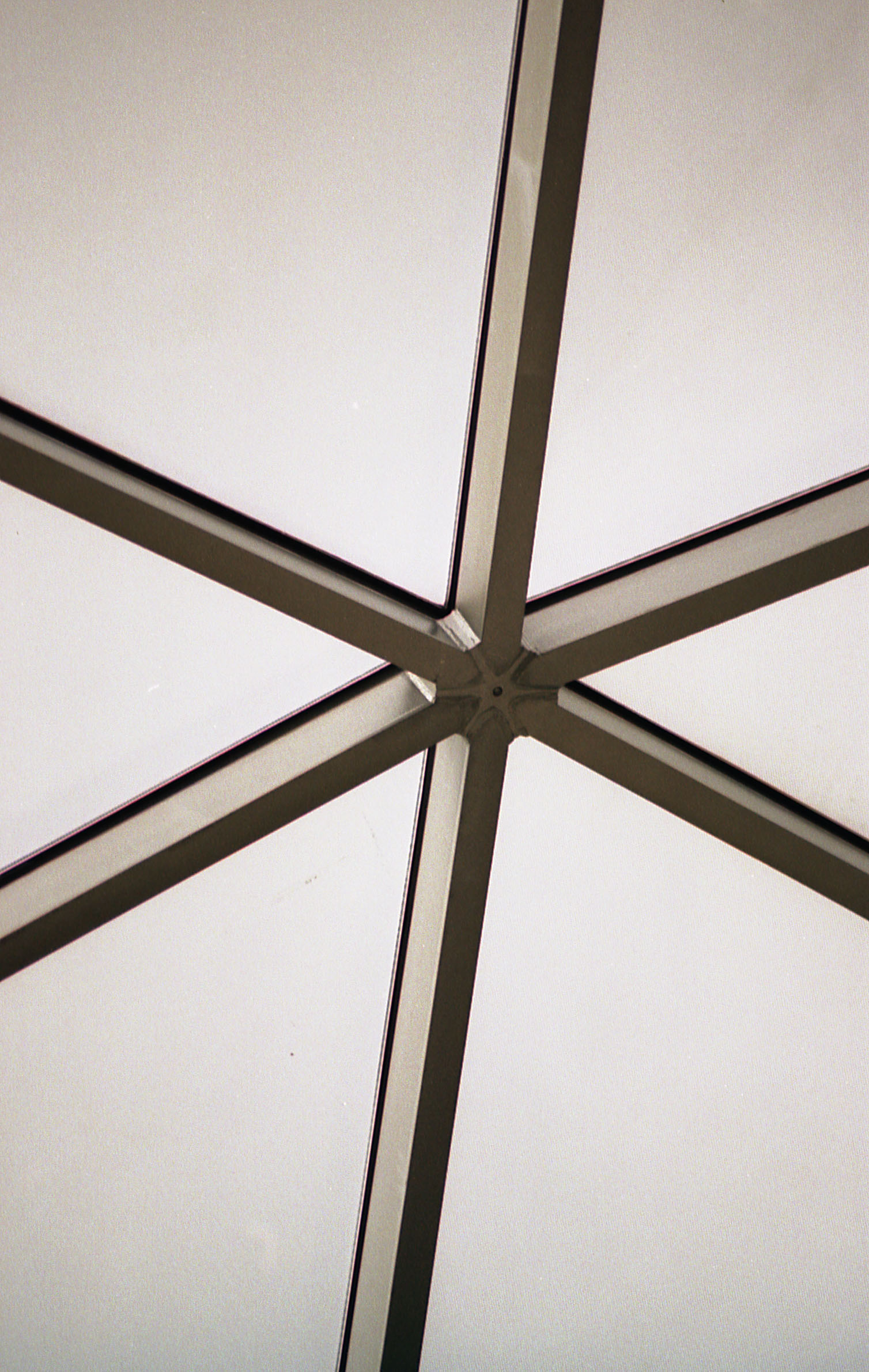
Giunto che permette la doppia curvatura convergente (Norman Foster)
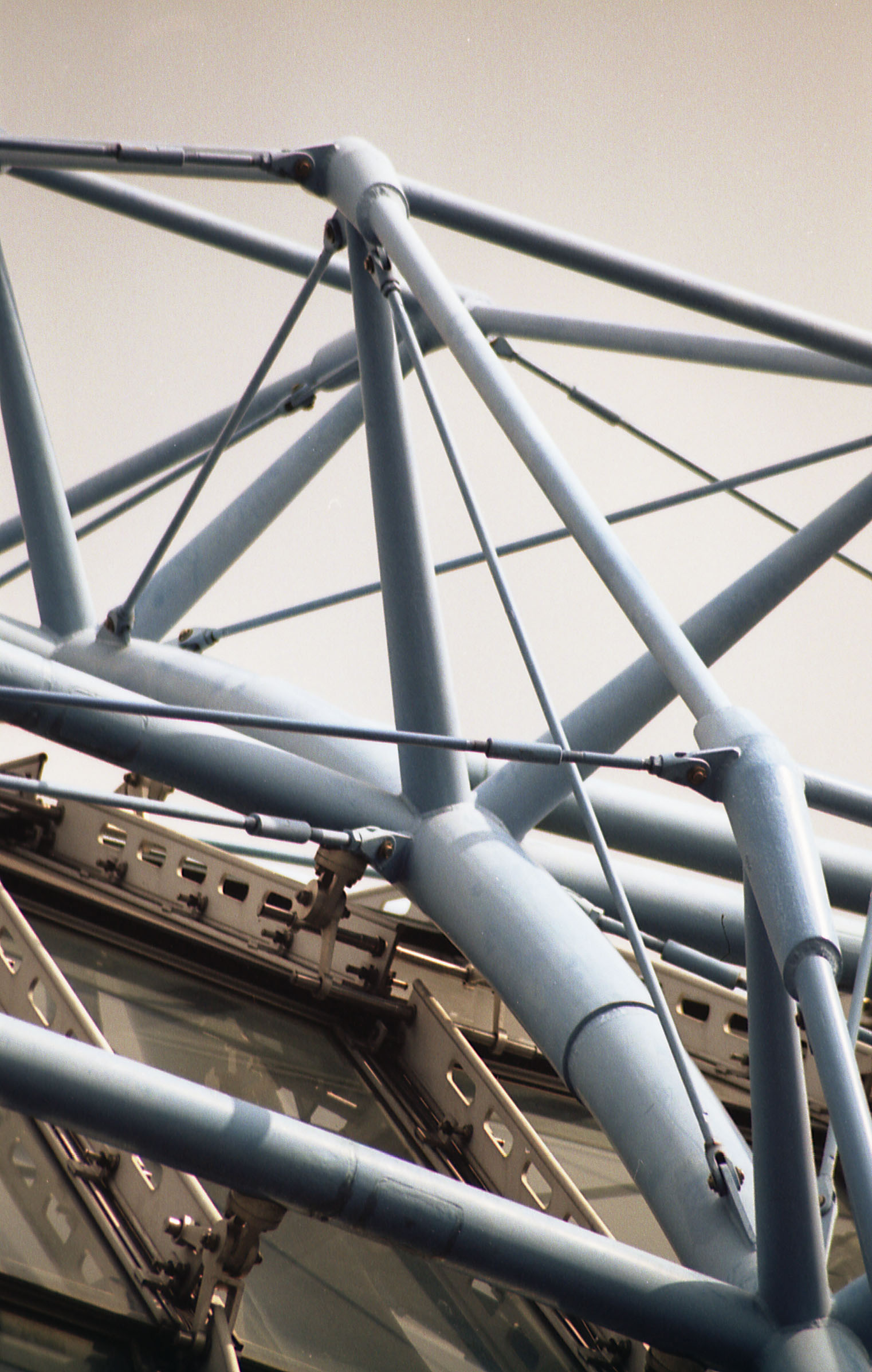
Vertebre reticolari in acciaio (Nicholas Grimshaw)
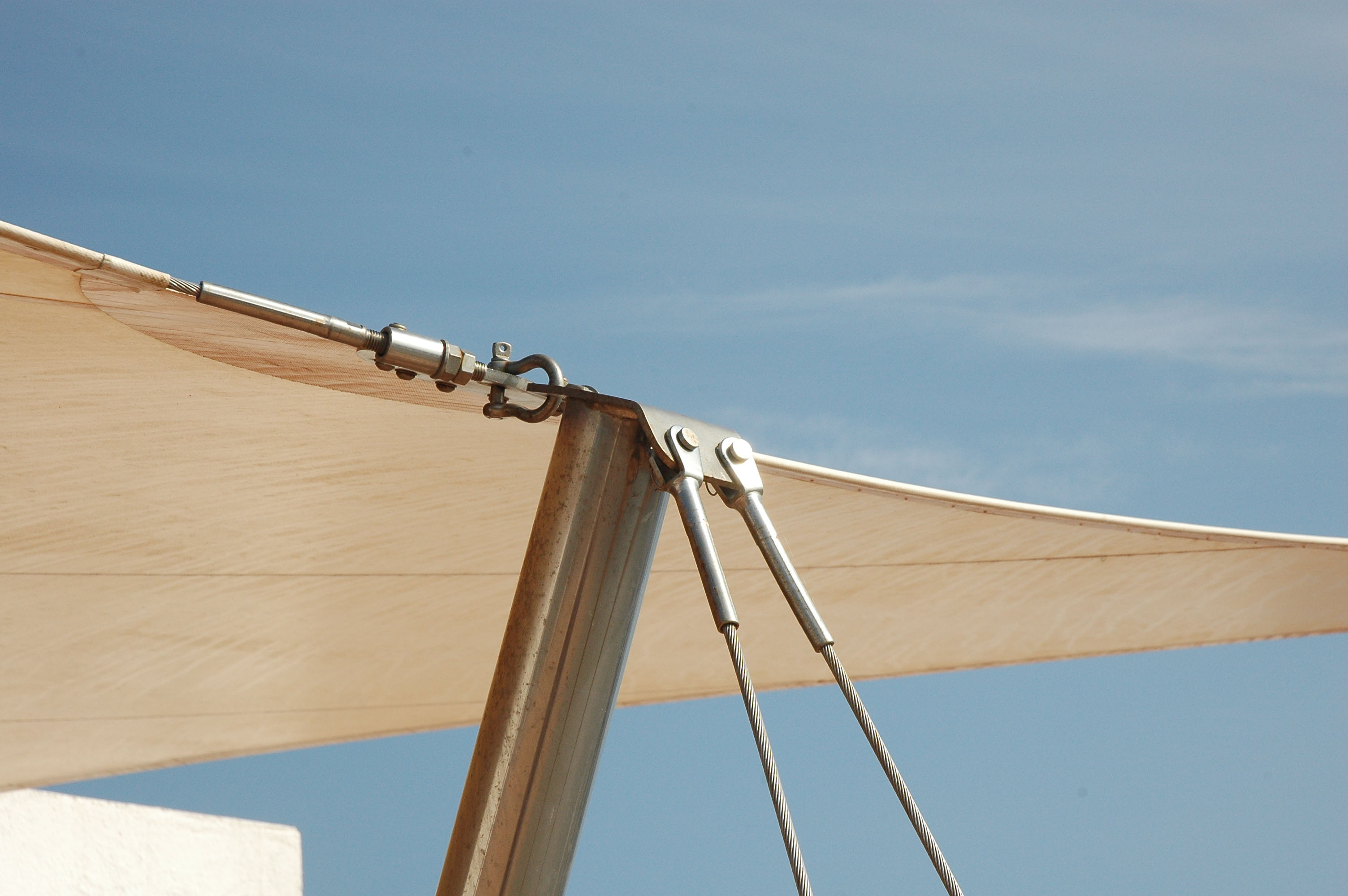
Sistema di aggancio e ancoraggio in una tensostruttura
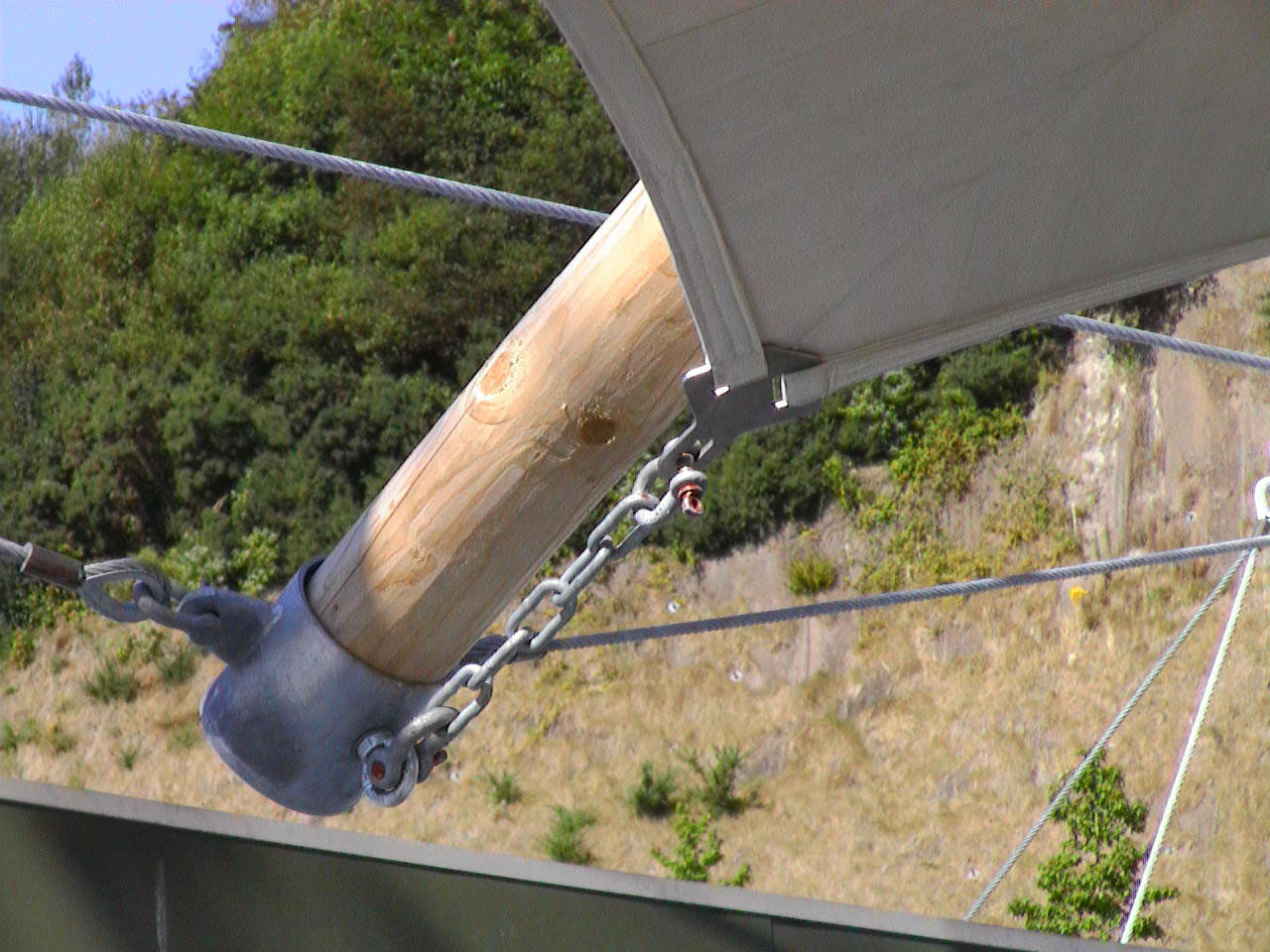
Catena per la messa in tensione della tela

### Gli esempi
- Shigeru Ban nel guscio reticolare con tubi di carta per il Padiglione giapponese ad Hannover  e nella doppia curvatura del reticolo in legno per la copertura del Cêntre Pompidou a Metz  ;
- Norman Foster nella copertura del Cortile al British Museum di Londra ;
- Nicholas Grimshaw nelle geodetiche di acciaio e ETFE per l'Eden Project a Saint Austell  e nelle vertebre reticolari della Waterloo Station a Londra ;
- Michael Hopkins nella copertura in legno, acciaio e vetro per il cortile della Portcullis House a Londra  Archiviato il 28 maggio 2008 in Internet Archive. e nelle membrane tese per il Centro ricerche Schlumberger a Cambridge
- Toyo Ito nei gusci a spirale del Relaxational Park ad Alicante ;
- Renzo Piano  nel sistema misto ferro-legno delle coperture per il Parco della Musica a Roma e dei gusci verticali per il Centro culturale Jean-Marie Tjibaou a Noumea;
- Richard Rogers nella membrana tesa con doppia curvatura convergente per il Millennium Dome a Londra  e nella copertura ventilata per il Terminal dell'aeroporto di Barrajas a Madrid ;
- Jörn Schlaich nei gusci di vetro e acciaio come la copertura per la DG-Bank a Berlino  e nelle membrane tese di polimeri per la stazione tranviaria a Waldau .